# Nissan Silvia S15
La Nissan Silvia (S15) è un'autovettura coupé sportiva 2 porte a trazione posteriore prodotta dalla casa automobilistica giapponese Nissan dal 1999 al 2002.

## Contesto
La S15 è dotata di motore 4 cilindri in linea, 16 valvole, di cilindrata pari a 2000 cm³ sovralimentato da un turbocompressore (SR20DET): questo propulsore è in grado di erogare circa 250 cavalli nella sua configurazione di serie e ne esiste anche una versione aspirata (SR20DE), che equipaggia la Silvia negli stessi anni in cui era disponibile anche la versione turbo, che però aveva circa 165 cavalli.
Questa versione di Silvia è stata venduta ufficialmente solo in Giappone, Australia e Nuova Zelanda, ed è stata prodotta solo con guida sul lato destro.
Nei primi periodi le versioni disponibili erano solo 2: la Spec-R (turbo) e la Spec-S (aspirata) per le quali era disponibile anche il kit Aero, comprendente una serie di appendici da applicare sui paraurti e sulle minigonne di serie e un'ala posteriore. Altre differenze tra la Spec-R e la Spec-S erano nel cambio (6 rapporti per la R e 5 per la S) nel differenziale (tipo LSD elicoidale sulla R e di tipo LSD semplice sulla S) nei freni (pinze a 4 pistoncini sulla R e a 2 pistoncini sulla S e con un servo-freno meno potente) nelle sospensioni e nella rigidità strutturale (entrambe migliori sulla Spec-R).
Per entrambe le versioni era disponibile un cambio automatico a 4 rapporti e il sistema di ruote sterzanti posteriori HICAS (High Capacity Active Steering).
Successivamente vennero aggiornate entrambe le versioni sia dal punto di vista meccanico sia per vari allestimenti degli interni e si svilupparono modelli come quelli allestiti dal preparatore Autech (varie versioni con interventi più o meno radicali). 
Con il passare del tempo la versione Spec-S beneficiò di quelle parti che originariamente erano a disposizione solo della Spec-R, fino ad arrivare ad avere la sua medesima parte meccanica, tranne il motore, che rimane aspirato ma arriva alla potenza di 200 cavalli tramite aggiornamenti a centralina, scarico e impianto di alimentazione, alberi a camme dal profilo più aggressivo e un maggior rapporto di compressione.

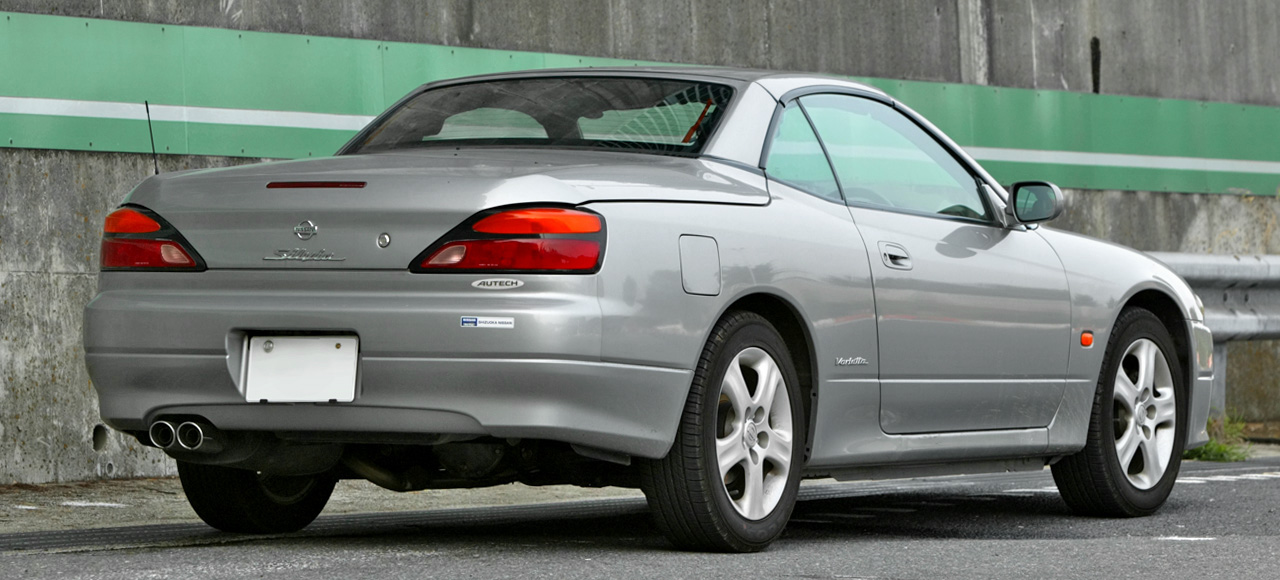
Vista posteriore della Varietta

Fu sempre la Autech a presentare una versione cabrio della Silvia S15, denominata Silvia Varietta, che aveva un tetto rigido ripiegabile che scompariva nel portabagagli (idea presa traendo ispirazione dalla Mercedes-Benz per la sua SLK nata invece nel 1997) che era una realizzazione basata sulla Spec-S, sia nella prima configurazione che in quella aggiornata.
La produzione terminò nell'agosto 2002 dopo la produzione di soli 1143 esemplari.
Il peso piuttosto basso (1200–1270 kg), il suo differenziale, la trazione posteriore e la facilità con cui il suo motore può essere preparato senza spendere grosse cifre e mantenendo un'invidiabile affidabilità sono alcuni dei motivi per i quali la Nissan Silvia S15 è considerata dalla maggior parte degli appassionati la regina del drifting.
Anche nel campionato giapponese drifting D1GP alcuni tra i top drivers, come ad esempio Yasuyuki Kazama, utilizzano la S15 anche se il progetto dell'auto non è recentissimo a differenza di altre auto che competono in questa specialità, ma nonostante questo riesce a ottenere eccellenti risultati, tra i quali numerosissime vittorie dello stesso Kazama con il team Kei-Office/Prodrive.

## Attività sportiva
La S15 è stata schierata nel campionato JGTC nel 2001 da diversi team. In particolare, la vettura appartenente alla squadra Daishin, pilotata da Akayuki Aoki e Nobuyuki Oyagi, ha ottenuto la vittoria nella classe GT300.